# 포천 대구서씨 백자묘지 및 석함
포천 대구서씨 백자묘지 및 석함(抱川 大丘徐氏 白磁墓誌 및 石函)은 대한민국 경기도 포천시 설운동에 있는 묘지 및 석함이다. 2015년 11월 25일 경기도의 유형문화재 제306호로 지정되었다.

## 개요
조선중기(명종)부터 조선후기(고종)까지 대구 서씨(大丘徐氏) 집안의 업적과 문화 일단을 확인할 수 있고, 한 집안에서 약 3세기에 이르는 시기별 묘지석이 전하는 흔치 않은 사례이다. 대구서씨 인물 중 서고(徐固), 서명인(徐命仁), 서매수(徐邁修) 등은 본 묘지석 이외의 문헌자료를 찾을 수 없기 때문에 사료적 가치가 매우 높다. 조선시대 사대부 묘제 및 도자사 연구에 있어서도 소중한 자료이다.

## 참고 자료
- 포천 대구서씨 백자묘지 및 석함 - 국가유산청 국가유산포털